# Xinnuo 2
Xinnuo 2 (chinesisch 鑫诺二号 / 鑫諾二號, Pinyin Xīnnuò Èrhào, auch Sinosat 2) ist ein chinesischer Kommunikationssatellit.

## Entwicklung
Es handelt sich um einen Satelliten zur Fernsehübertragung und mobilen Kommunikation, der auf einer geostationären Bahn platziert wurde. Er war der erste chinesische Satellit, der über eine dermaßen große Kapazität verfügte. Er sollte Live-Fernsehprogramme aufs chinesische Festland, aber auch nach Hongkong, Macau und Taiwan übertragen. Seine geplante Lebensdauer beträgt 15 Jahre.
Am 4. September 2006 verließ der Satellit die Fabrik, nachdem er alle technischen Prüfungen bestanden hatte. Er wurde innerhalb von sechs Jahren entwickelt.

## Start
Xinnuo 2 wurde am 28. Oktober 2006 mit einer Trägerrakete des Typs Langer Marsch 3B ins Weltall gestartet.

## Ausfall des Satelliten
Zehn Tage nach dem Start brach die Stromversorgung des Satelliten zusammen, weil es der Bodenkontrolle nicht gelungen war, die Solarpaneele vollständig zu entfalten. Die Fehlfunktion war irreparabel und führte damit zum Ende der Xinnuo-2-Mission. Die chinesische Regierung verhängte eine komplette Nachrichtensperre, da vorher auf politischer Ebene der Start als großer nationaler Erfolg gefeiert wurde. Erst einen Monat nach dem Start wurde offiziell mitgeteilt, dass der Satellit nicht funktioniere.